# Parco nazionale di Ballycroy
Il Parco nazionale di Ballycroy (Ballycroy National Park in inglese, Páirc Náisiúnta Bhaile Chruaich in irlandese) è uno dei sei parchi nazionali della Repubblica d'Irlanda, in particolare il secondo per ampiezza e ultimo per istituzione. È situato nella zona nord-occidentale della contea di Mayo, nell'area delle catene dei monti Owenduff/Nephin, nella selvaggia baronia Erris. Il centro visitatori è situato nel villaggio di Ballycroy.
Il parco costituisce una delle più larghe distese di torba in Europa, consistendo di circa 117.79 chilometri quadrati di palude a mantello atlantica. Si tratta di un habitat unico che annovera flora e fauna molto peculiari. 
Il parco è stato istituito il 1º novembre 1998. L'area del parco è candidata a diventare una Special Area of Conservation (cSAC) come parte di un'estensione territoriale più vasta, conosciuta come Owenduff/Nephin Complex. È inoltre parte del progetto Natura 2000.